# ناحیه غربی
ناحیه غربی (به لاتین: Western Area) یک منطقهٔ مسکونی در سیرالئون است که در سیرالئون واقع شده‌است. ناحیه غربی ۱٬۴۹۳٬۲۵۲ نفر جمعیت دارد.